# Laneuville-au-Pont
Pour les articles homonymes, voir Laneuville.
Laneuville-au-Pont est une commune française située dans le département de la Haute-Marne, en région Grand Est.

## Géographie
Laneuville-au-Pont est un village situé à la frontière marnaise.
La base aérienne 113 se situe à proximité.
La partie ancienne du village s'est développée sur la hauteur du bassin versant de la Blaise, tandis que les constructions récentes s'étendent en contrebas, dans la vallée de la Marne.
|                 |                                  | Hallignicourt |
| Ambrières Marne | La Neuville-au-Pont              | Saint-Dizier  |
|                 | Éclaron-Braucourt-Sainte-Livière | Moëslains     |

### Hydrographie
La commune est dans la région hydrographique « la Seine de sa source au confluent de l'Oise (exclu) » au sein du bassin Seine-Normandie. Elle est drainée par la Marne, le ru du Moulinet et le ruisseau de l'Étang,.
La Marne  prend sa source sur le plateau de Langres, dans la commune de Saints-Geosmes (Haute-Marne) et se jette dans la Seine entre Charenton-le-Pont et Alfortville (Val-de-Marne) dans le quartier de Conflans-l'Archevêque. 

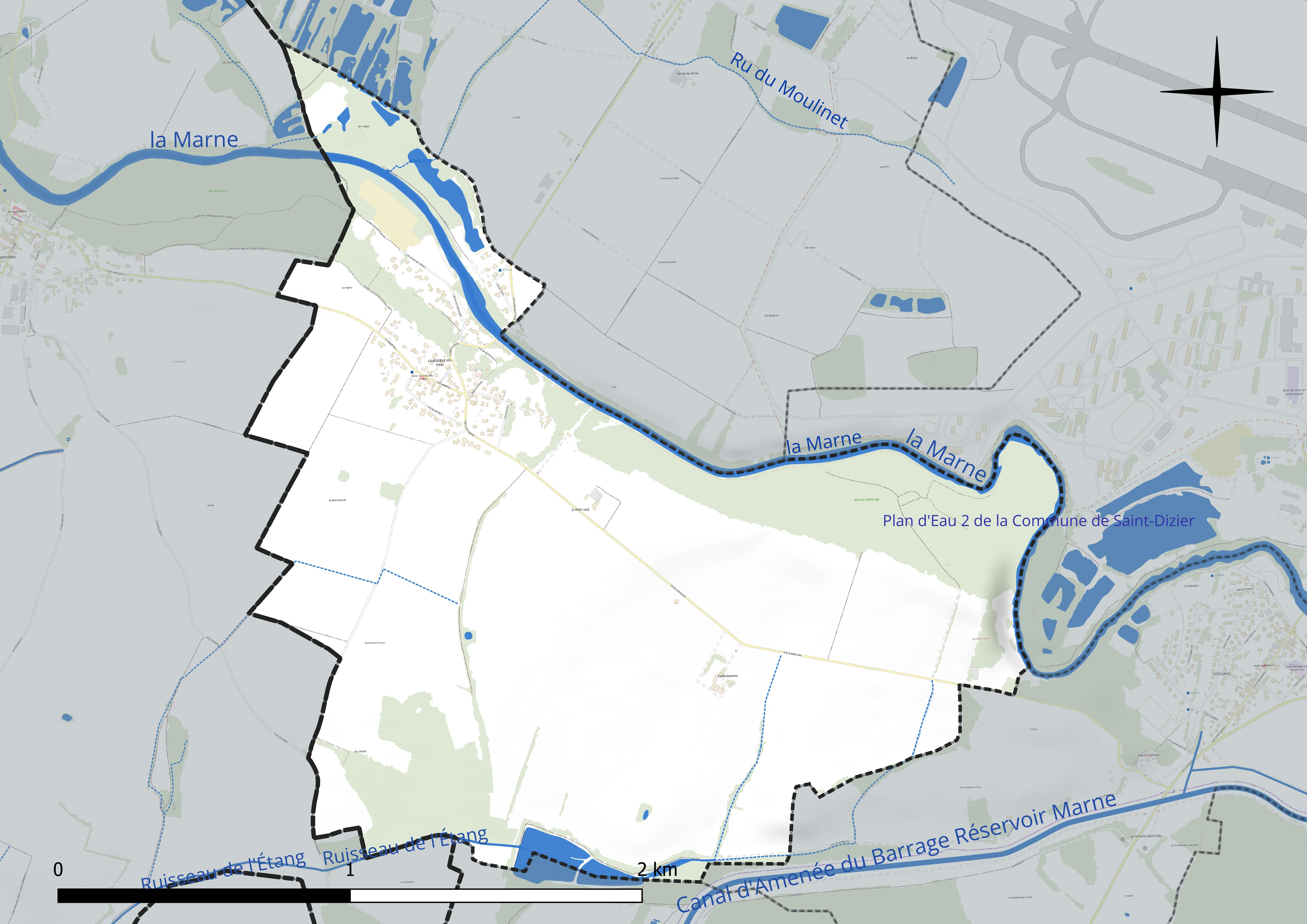
Réseau hydrographique de Laneuville-au-Pont.

### Climat
Pour des articles plus généraux, voir Climat du Grand Est et Climat de la Haute-Marne.
En 2010, le climat de la commune est de type climat des marges montargnardes, selon une étude du Centre national de la recherche scientifique s'appuyant sur une série de données couvrant la période 1971-2000. En 2020, Météo-France publie une typologie des climats de la France métropolitaine dans laquelle la commune est exposée à un climat océanique altéré et est dans la région climatique  Lorraine, plateau de Langres, Morvan, caractérisée par un hiver rude (1,5 °C), des vents modérés et des brouillards fréquents en automne et hiver. 
Pour la période 1971-2000, la température annuelle moyenne est de 10,6 °C, avec une amplitude thermique annuelle de 16,1 °C. Le cumul annuel moyen de précipitations est de 915 mm, avec 13,2 jours de précipitations en janvier et 9,1 jours en juillet. Pour la période 1991-2020, la température moyenne annuelle observée sur la station météorologique de Météo-France la plus proche, « Saint-Dizier », sur la commune de Saint-Dizier à 7 km à vol d'oiseau, est de 11,6 °C et le cumul annuel moyen de précipitations est de 794,5 mm. 
La température maximale relevée sur cette station est de 41,4 °C, atteinte le 25 juillet 2019 ; la température minimale est de −22,5 °C, atteinte le 14 février 1956,,. 
Les paramètres climatiques de la commune ont été estimés pour le milieu du siècle (2041-2070) selon différents scénarios d'émission de gaz à effet de serre à partir des nouvelles projections climatiques de référence DRIAS-2020. Ils sont consultables sur un site dédié publié par Météo-France en novembre 2022.

## Urbanisme

### Typologie
Au 1er janvier 2024, Laneuville-au-Pont est catégorisée commune rurale à habitat dispersé, selon la nouvelle grille communale de densité à sept niveaux définie par l'Insee en 2022.
Elle est située hors unité urbaine. Par ailleurs la commune fait partie de l'aire d'attraction de Saint-Dizier, dont elle est une commune de la couronne,. Cette aire, qui regroupe 72 communes, est catégorisée dans les aires de 50 000 à moins de 200 000 habitants,.

### Occupation des sols
L'occupation des sols de la commune, telle qu'elle ressort de la base de données européenne d’occupation biophysique des sols Corine Land Cover (CLC), est marquée par l'importance des territoires agricoles (73,9 % en 2018), une proportion sensiblement équivalente à celle de 1990 (73,3 %). La répartition détaillée en 2018 est la suivante : 
terres arables (67,4 %), forêts (24,5 %), zones agricoles hétérogènes (6,5 %), zones humides intérieures (1,5 %), zones industrielles ou commerciales et réseaux de communication (0,1 %). L'évolution de l’occupation des sols de la commune et de ses infrastructures peut être observée sur les différentes représentations cartographiques du territoire : la carte de Cassini (XVIIIe siècle), la carte d'état-major (1820-1866) et les cartes ou photos aériennes de l'IGN pour la période actuelle (1950 à aujourd'hui).

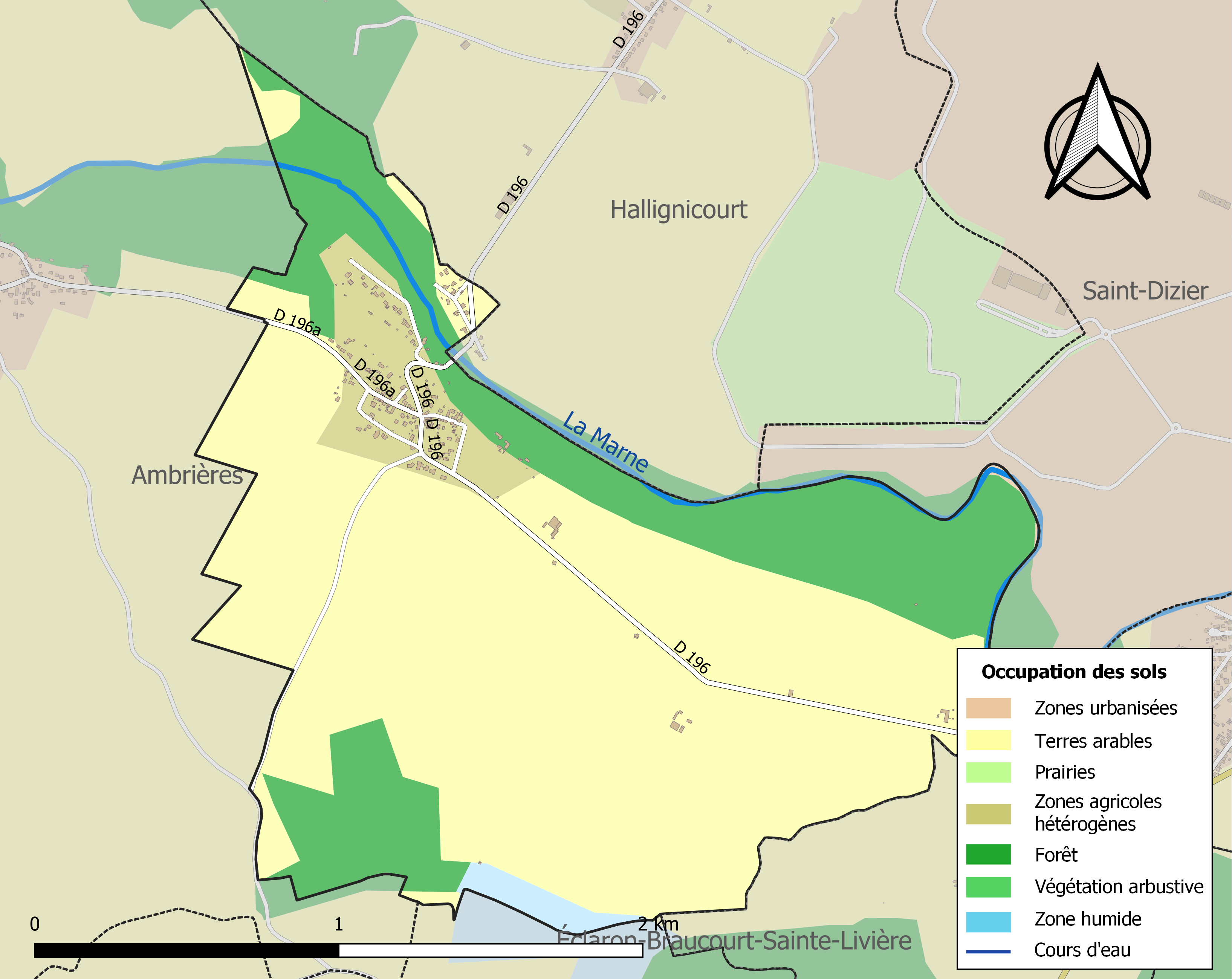
Carte des infrastructures et de l'occupation des sols de la commune en 2018 (CLC).

## Toponymie
Le nom de la localité est attesté sous les formes La Neufville au Pont (1576) ; La Villeneufve-au-Pont (1700) ; La Neuville lez Saint Dizier (1738) ; La Neuville au Pont les Saint Dizier (XVIIIe siècle) ; Laneuville-au-Pont (1858).

Laneuville : toponyme très fréquent désignant une « nouvelle ville », un « nouveau village » (voir Neuville).
Pont est un mot français répandu en toponymie.

## Histoire
D’après les transmissions orales[Lesquelles ?], le village trouverait son origine historique au XIIIe siècle. Les premières évocations papier[Lesquelles ?] qui attestent son existence datent du XVIe siècle. Les vestiges d’une écluse construite au XXe siècle pour rendre la Marne navigable sont visibles depuis l'entrée du village par Hallignicourt.

## Église et lieux de culte
Le village ne compte qu'un seul lieu de culte, une église catholique consacrée à saint Lumier.
Cette petite église romane fut reconstruite en 1720 sur les ruines d'une simple chapelle du roi de France. Vouée à saint Lumier, 18e évêque de Châlons-sur-Marne décapité au début du VIIe siècle, elle recèle un reliquaire de l'évêque martyr ainsi qu'une toile peinte qui le représente au centre du retable du maître-autel.
Celui-ci était invoqué pour les maux oculaires.

## Politique et administration
| Période                                  | Période   | Identité       | Étiquette | Qualité                                                                                |
| ---------------------------------------- | --------- | -------------- | --------- | -------------------------------------------------------------------------------------- |
| 1977                                     | 1979      | Jean Beaufort  | PS        | Professeur d'allemand puis principal de collège Maire de Camaret-sur-Mer (1983 → 1987) |
| Les données manquantes sont à compléter. |           |                |           |                                                                                        |
| ?                                        | mars 2001 | Simone Meffert |           |                                                                                        |
| mars 2001                                | mars 2008 | Serge Mardon   | DVD       |                                                                                        |
| mars 2008                                | En cours  | Pierre Bonnaud | DVG       | Contremaître                                                                           |
| Les données manquantes sont à compléter. |           |                |           |                                                                                        |

## Population et société

### Démographie

#### Évolution démographique
L'évolution du nombre d'habitants est connue à travers les recensements de la population effectués dans la commune depuis 1793. Pour les communes de moins de 10 000 habitants, une enquête de recensement portant sur toute la population est réalisée tous les cinq ans, les populations de référence des années intermédiaires étant quant à elles estimées par interpolation ou extrapolation. Pour la commune, le premier recensement exhaustif entrant dans le cadre du nouveau dispositif a été réalisé en 2004.

En 2022, la commune comptait 233 habitants, en évolution de +13,11 % par rapport à 2016 (Haute-Marne : −4,62 %, France hors Mayotte : +2,11 %).
| 1793 | 1800 | 1806 | 1821 | 1831 | 1836 | 1841 | 1846 | 1851 |
| ---- | ---- | ---- | ---- | ---- | ---- | ---- | ---- | ---- |
| 400  | 113  | 96   | 108  | 137  | 143  | 131  | 142  | 137  |

| 1856 | 1861 | 1866 | 1872 | 1876 | 1881 | 1886 | 1891 | 1896 |
| ---- | ---- | ---- | ---- | ---- | ---- | ---- | ---- | ---- |
| 125  | 120  | 121  | 126  | 111  | 105  | 99   | 105  | 105  |

| 1901 | 1906 | 1911 | 1921 | 1926 | 1931 | 1936 | 1946 | 1954 |
| ---- | ---- | ---- | ---- | ---- | ---- | ---- | ---- | ---- |
| 105  | 85   | 78   | 67   | 72   | 68   | 64   | 67   | 77   |

| 1962 | 1968 | 1975 | 1982 | 1990 | 1999 | 2004 | 2006 | 2009 |
| ---- | ---- | ---- | ---- | ---- | ---- | ---- | ---- | ---- |
| 86   | 84   | 112  | 194  | 207  | 192  | 185  | 181  | 183  |

| 2014 | 2019 | 2022 | - | - | - | - | - | - |
| ---- | ---- | ---- | - | - | - | - | - | - |
| 197  | 216  | 233  | - | - | - | - | - | - |